# Амара Бангура
Амара Бангура (Amara Bangoura) (1940) — гвінейський дипломат. Надзвичайний і Повноважний Посол Гвінейської Республіки в Україні за сумісництвом.

## Біографія
Народився в 1940 році. Закінчив Центр початкової військової підготовки, стажувався в Шанхайській військово-морській академії (Китай, 1972). Капітан другого рангу.
З 1961 по 1964 — проходив службу в гвінейській армії.
З 1964 по 1994 — займав різні керівні посади в ВМС Республіки Гвінея.
З 1994 — військовий атташе при Посольстві Гвінеї в Китаї.
З 12.01.2001 — Надзвичайний і Повноважний Посол Гвінейської Республіки в Російській Федерації.
З 2001 — Надзвичайний і Повноважний Посол Гвінейської Республіки в Україні за сумісництвом.